# Bernd Schmider
Bernd Schmider (* 3. Mai 1955 in Wolfach; † 18. März 2014 in Offenburg) war ein deutscher Fußballspieler und -trainer. Der Mittelfeld- und Angriffsspieler absolvierte bei den Vereinen VfB Stuttgart, 1. FC Nürnberg und Borussia Mönchengladbach von 1977 bis 1983 insgesamt 121 Bundesligaspiele und erzielte sieben Tore.

## Karriere
Der Sohn eines Gastronomenehepaars absolvierte eine kaufmännische Lehre bei einem Möbelhaus. Seine Fußballkarriere begann er beim FC Wolfach. Als Alfred Metzler 1973 vom FC 08 Villingen zum Offenburger FV wechselte, nahm er den vier Jahre jüngeren Bernd Schmider zu einem Probetraining mit. Dieser beeindruckte Trainer Hans Cieslarczyk gleich dermaßen, dass er ebenfalls einen Vertrag beim OFV erhielt. Mit dem Verein gewann Schmider 1974 und 1975 zweimal die Meisterschaft der 1. Amateurliga Südbaden. An den Aufstiegsrundenspielen zur 2. Bundesliga 1975 konnte er verletzungsbedingt nicht teilnehmen.
1975 fand in Baden-Baden ein Spiel der südbadischen Auswahl gegen die deutsche Nationalmannschaft statt. Neben Alfred Metzler spielte auch Bernd Schmider für die Südbadener und fiel dabei dem neuen Trainer István Sztani des aus der Bundesliga abgestiegenen VfB Stuttgart auf, der den schnellen Mittelfeldspieler aus Offenburg zur Saison 1975/76 verpflichtete. Neben dem Trainer kamen auch noch die weiteren Neuzugänge Ottmar Hitzfeld, Dragan Holcer, Dieter Hoeneß und René Deck zu den „Roten“ nach Stuttgart. Der 20-Jährige debütierte am 21. September 1975 beim Auswärtsspiel gegen die SpVgg Bayreuth in der 2. Bundesliga. Er wurde für Dieter Brenninger eingewechselt. In seinem ersten Profijahr kam Schmider auf 25 Ligaeinsätze und erzielte zwei Tore. Der VfB spielte als Mannschaft eine enttäuschende Runde und kam auf den 11. Platz; Trainer Sztani wurde Ende März 1976 durch Karl Bögelein ersetzt.
Nachdem der Verein finanziell gezwungen war ab der zweiten Saison in der 2. Bundesliga, 1976/77, vermehrt auf junge Spieler wie Hansi Müller, Karlheinz Förster, Klaus-Dieter Jank, Markus Elmer und Harald Beck zu setzen und mit Jürgen Sundermann ein Mann für den Neuaufbau als Trainer verpflichtet war, gehörte der lauffreudige und technisch beschlagene Schmider in der begeisternden Meisterschaftsrunde, wo mit Offensive und Leidenschaft der Aufstieg bewerkstelligt wurde, mit 36 Einsätzen und fünf Toren zum Stammpersonal der „Wundermänner“.
Das Bundesligadebüt fand am 6. August 1977 vor 71.000 Zuschauern im Neckarstadion bei einem 3:3-Heimremis gegen den FC Bayern München statt. Hauptsächlich für die Offensive der VfB-Elf waren dabei Hermann Ohlicher, Hans Müller, Bernd Schmider, Dieter Hoeneß und Ottmar Hitzfeld zuständig. Die weiteren Spiele zu Beginn der Hinrunde brachten aber nach sechs Spieltagen das negative Punktekonto von 3:9 Punkten zustande, so dass Trainer Sundermann Umstellungen vornahm. Im Mittelfeld setzte er vermehrt auf Erwin Hadewicz und im Angriff auf Walter Kelsch. Verlierer der Aufstiegself wurden Klaus-Dieter Jank und Bernd Schmider. Nachdem er in der Saison nach dem Wiederaufstieg 1977/78 nur in 12 Spielen (1 Tor) zum Einsatz gekommen war, wechselte er auf Leihbasis zum 1. FC Nürnberg. Er brachte es beim „Club“ an der Seite von Mitspielern wie Bertram Beierlorzer und Norbert Eder zwar 1978/79 auf 27 Einsätze (2 Tore), stieg aber unter Trainer Robert Gebhardt mit dem Altmeister aus der Bundesliga ab. Er kehrte deshalb nach nur einem Jahr wieder nach Stuttgart zurück. Unter Sundermann-Nachfolger Lothar Buchmann landete der VfB punkt- und torgleich mit dem 1. FC Kaiserslautern auf dem dritten Rang und Schmider war in 25 Spielen (1 Tor) zum Einsatz gekommen.
1980/81 begann er die Saison beim VfB Stuttgart unter Rückkehrer Sundermann, ehe er nach acht Einsätzen (1 Tor) im Dezember 1980 auf Leihbasis zu Borussia Mönchengladbach wechselte, für die er bis 1983 in insgesamt 45 Bundesligaspielen (1 Tor) und 13 Europapokalspielen unter Trainer Jupp Heynckes aktiv war. Mit dem 6:4-Auswärtserfolg am 4. Juni 1983 bei Borussia Dortmund verabschiedete sich Schmider aus Mönchengladbach und der Bundesliga. Er hatte dabei mit Lothar Matthäus, Hans-Günter Bruns und Winfried Schäfer das Mittelfeld der Bökelbergelf gebildet.
Er kehrte zur Saison 1983/84 nach Südbaden zum Offenburger FV in die Amateuroberliga Baden-Württemberg zurück, für den er bis 1987 auflief. Er erreichte mit dem OFV auf Anhieb die Vizemeisterschaft und zog im Wettbewerb um die Deutsche Amateurmeisterschaft in das Finale ein. Das Endspiel gewann Offenburg am 16. Juni 1984 mit Spielern wie Schmider, Wilfried Trenkel, Jürgen Hartmann, Uli Bruder, Alfred Metzler, Michael Hertwig, Ralf Todzi und Herbert Anderer mit 4:1 gegen den SC Eintracht Hamm. Als es in der Rückrunde der Folgesaison 1984/85 für die aufgrund des Meistertitels favorisierten Offenburger sportlich nicht gut lief, übernahm Bernd Schmider das Training der Mannschaft bis zum Ende der Spielzeit.
Unmittelbar nach Beendigung seiner aktiven Laufbahn wurde Schmider in der Saison 1987/88 ein zweites Mal Trainer des Offenburger FV. Ab März 2006 war er Leiter des Bereiches Jugend des Vereins und von Herbst 2007 bis Januar 2010 Vorsitzender für den Bereich Sport/Ausbildung. Bis 2012 gehörte Schmider auch dem Aufsichtsrat des Vereins an. Im Frühjahr 2013 zog er sich aus dem Vereinsgeschehen vollständig zurück. Hauptberuflich war er bei dem Sportartikelhersteller Nike für Teamsport in Deutschland, Schweiz und Österreich zuständig.
Schmider starb im März 2014 in seinem Haus in Zunsweier an einer beidseitigen Lungenembolie. Er hinterließ eine Frau und zwei Söhne, die beide ebenfalls als Fußballspieler aktiv waren: Felix (* 1988) beim Offenburger FV sowie dem unterklassigen FV Rammersweier und Rico (* 1991) bei Preußen Münster.